# Палашівська сільська рада
Палаші́вська сільська́ ра́да — колишня адміністративно-територіальна одиниця та орган місцевого самоврядування в Чортківському районі Тернопільської області. Адміністративний центр — с. Палашівка.

## Загальні відомості
- Територія ради: 24,702 км²
- Населення ради: 912 особи (станом на 2001 рік)
- Територією ради протікає річка Джуринка

## Населені пункти
Сільській раді були підпорядковані населені пункти:
- с. Палашівка
- с. Криволука

## Історія
Сільська рада утворена у вересні 1939 року.
26 листопада 2020 року увійшла до складу Білобожницької сільської громади.

## Географія
Палашівська сільська рада межувала з Полівецькою, Базарською, Шульганівською сільськими радами — Чортківського району, та Трибухівською сільською радою — Бучацького району.

## Склад ради

### Керівний склад попередніх скликань

#### Голови ради
| Прізвище, ім'я, по батькові   | Основні відомості | Дата обрання | Дата звільнення |
| ----------------------------- | ----------------- | ------------ | --------------- |
| Петришин Євген Михайлович     | Сільський голова  | 1990         | 1994            |
| Петришин Євген Михайлович     | Сільський голова  | 1994         | 1998            |
| Петришин Євген Михайлович     | Сільський голова  | 1998         | 2002            |
| Гошуляк Орест Степанович      | Сільський голова  | 2002         | 2006            |
| Гошуляк Орест Степанович      | Сільський голова  | 26.03.2006   | 31.10.2010      |
| Слободян Нестор Васильович    | Сільський голова  | 31.10.2010   | 31.03.2015      |
| Сенюк Наталія Богданівна      | Сільський голова  | 31.03.2010   | 16.11.2015      |
| Унгурян Валентин Вячеславович | Сільський голова  | 2015         | 26.11.2020      |

#### Секретарі ради
| Прізвище, ім'я, по батькові | Основні відомості | Дата обрання | Дата звільнення |
| --------------------------- | ----------------- | ------------ | --------------- |
| Мерлович Марія Йосипівна    | Секретар          | 1990         | 1994            |
| Мерлович Марія Йосипівна    | Секретар          | 1994         | 1998            |
| Мерлович Марія Йосипівна    | Секретар          | 1998         | 2002            |
| Сенюк Наталія Богданівна    | Секретар          | 2002         | 2006            |
|                             | Секретар          | 2006         | 2010            |
| Сенюк Наталія Богданівна    | Секретар          | 2010         | 2015            |
| Сенюк Наталія Богданівна    | Секретар          | 2015         | 2020            |

### Депутати

#### VII скликання
За результатами місцевих виборів 2015 року депутатами ради стали:
1. Матійчук Марія Дмитрівна
2. Крупська Галина Богданівна
3. Карабін Маріанна Орестівна
4. Микитюк Галина Володимирівна
5. Вітковський Тарас Степанович
6. Годинюк Віра Дмитрівна
7. Назарак Василь Петрович
8. Сенюк Наталія Богданівна
9. Якубів Василь Володимирович
10. Білобровка Михайло Богданович
11. Дідюк Михайло Миколайович
12. Вербіцька Марія Михайлівна

#### VI скликання
1. Унгурян Валентин Вячеславович
2. Годинюк Віра Дмитрівна
3. Триш Галина Іванівна
4. Крупська Галина Богданівна
5. Гошуляк Володимир Орестович
6. Павкович Марія Іванівна
7. Барановський Роман Петрович
8. Вітковський Тарас Степанович
9. Гошуляк Людмила Арсентіївна
10. Сенюк Наталія Богданівна
11. Якубів Василь Володимирович
12. Дідюк Михайло Миколайович
13. Дідюк Ганна Михайлівна
14. Атаманчук Василь Володимипович

#### V скликання
За результатами місцевих виборів 2006 року депутатами ради стали:
1. Атаманчук Наталія Ярославівна
2. Барчишак Галина Тарасівна
3. Бліхар Любов Михайлівна
4. Боднар Василь Михайлович
5. Боднар Оксана Зеновіївна
6. Вітковський Тарас Степанович
7. Голодрига Марія Йосипівна
8. Згурський Василь Богданович
9. Крупська Галина Богданівна
10. Крупська Марія Василівна
11. Крупська Марія Іванівна
12. Сенюк Наталія Богданівна
13. Стадник Ольга Іванівна
14. Якимів Віра Богданівна

#### IV скликання
За результатами місцевих виборів 2002 року депутатами ради стали:
1. Трач Ольга Михайлівна
2. Іваськів Богдан Романович
3. Гошуляк Орест Тарасович
4. Мерлович Марія Йосипівна
5. Вітковський Тарас Степанович
6. Ковбель Степан Миколайович
7. Голодун Антон Григорович
8. Гошуляк Іванна Павлівна
9. Тацій Богдан Степанович
10. Боднар Василь Дмитрович
11. Ковбель Маркіян Якович
12. Березовська Емма Іванівна
13. Стадник Ольга Іванівна
14. Сенюк Наталія Богданівна

#### III скликання
За результатами місцевих виборів 1998 року депутатами ради стали:
1. Духович Михайло Федорович
2. Слободян Михайлина Василівна
3. Іваськів Галина Богданівна
4. Боднар Василь Михайлович
5. Голодрига Марія Йосипівна
6. Мерлович Марія Йосипівна
7. Голодун Антон Григорович
8. Гошуляк Світлана Іванівна
9. Колісник Роман Євгенович
10. Тацій Богдан Степанович
11. Трач Ольга Михайлівна
12. Ковбель Маркіян Якович
13. Саранчук Степан Онуфрійович
14. Березовська Емма Іванівна
15. Стадник Ольга Іванівна

#### II скликання
За результатами місцевих виборів 1994 року депутатами ради стали:
1. Духович Михайло Федорович
2. Слободян Михайлина Василівна
3. Мерлович Марія Йосипівна
4. Вітковський Тарас Степанович
5. Обрусняк Михайло Іванович
6. Голодрига Марія Йосипівна
7. Боднар Василь Михайлович
8. Трач Ольга Михайлівна
9. Дідюк Степан Максимович
10. Вітович Зеновій Дмитрович
11. Мандриківська Марія Іванівна

#### I скликання
За результатами місцевих виборів 1990 року депутатами ради стали:
1. Обрусняк Михайло Іванович
2. Слободян Михайлина Василівна
3. Присуйко Євгенія Романівна
4. Іваськів Вікторія Володимирівна
5. Вітковський Зіновій Степанович
6. Іваськів Ольга Михайлівна
7. Боднар Василь Михайлович
8. Петришин Євген Михайлович
9. Ковбель Маркіян Якович
10. Саранчук Степан Онуфрійович
11. Дідюк Степан Максимович
12. Павлюк Богдан Іванович
13. Маньовська Ганна Антонівна